# Mayumi Nagano
Pour les articles homonymes, voir Nagano (homonymie).
Mayumi Nagano (長野まゆみ, Nagano Mayumi) (13 août 1959 - ) est une dessinatrice et romancière de science-fiction japonaise, née à Tokyo. 
En 1988, elle reçoit le Prix Bungei, un prix pour écrivain débutant, pour Shonen Alice (少年アリス). En 2015, elle se voit attribuer le Prix Noma pour Meido ari (冥途あり).